# Андре, Питер
Пи́тер Джеймс Андре (англ. Peter James Andre, род. 27 февраля 1973, Харроу, Лондон, Англия, Великобритания) — британско-австралийский певец, автор песен и участник телевизионных шоу-программ.
В настоящее время работает в таких музыкальных стилях как поп-музыка, R&B и рэгги.
У Питера греческие корни; родился он в одном из районов Лондона — Харроу, а вырос в Австралии.

## Музыкальная карьера

### 1990—1998: Natural
Впервые Питер появился на телевидении в австралийском шоу молодых талантов New Faces в 1990 году.
В 1992 году был выпущен дебютный сингл Питера Gimme Little Sign, который достиг 3-го места и продержался 31 неделю в официальном хит-параде ARIA Charts .
В 1993 году альбом Peter Andre имел успех в Австралии, в то время как его синглы Funky Junky и Let’s Get It On/Do You Wanna Dance? достигли Australian Top 20, а To The Top обеспечил место в Top 50 performance — среди 50-ти лучших выступлений.
В 1993 году сингл Gimme Little Sign был выбран ARIA Award как самый продаваемый сингл года.
Одной из успешных композиций Питер Андре стала песня Mysterious Girl, которая достигла второго места в хит-параде Великобритании и восьмого места в Австралии.
Затем последовали альбом Natural, ставший № 1 в Англии, и два сингла — Flava и I Feel You — достигшие самых верхних строчек в английском хит-параде.
Однако, попытки певца преобразовать свою музыку из поп в R&B, не увенчались успехом. Альбом Time сумел достичь только № 28.
В 1998 году Питер выпускает свой последний сингл Kiss the Girl перед тем, как разорвать контракт со своим музыкальным лейблом и сделать небольшой перерыв в своей карьере.

### 2004—2007: The Long Road Back
В 2004 году Питер принял участие в британском реалити-шоу I’m a Celebrity… Get Me Out of Here!, где он встретил, полюбил, а впоследствии и женился на бывшей модели Джордан (настоящее имя которой Кэти Прайс).
Пользуясь своей возродившейся популярностью, Питер Андре в 2004 году повторно выпускает свой супер-хит Mysterious Girl, который спустя 8 лет всё же достигает № 1 в Англии.
В июне 2004 года очередной сингл Insania достигает 3-го места.
В этом же месяце был выпущен альбом The Long Road Back, но он сумел достичь только № 44.
В видео к синглу The Right Way снялась жена Питера — Кэти Прайс. В сентябре 2004 года песня достигла 14-го места

### 2009: Revelation
В 2008 Андре начал работу над своим новым альбомом. В июле 2009 был выпущен первый сингл Behind Closed Doors, который достиг 3-го места в Official Top 40 Charts.
Многие песни из нового альбома посвящены разводу Питера с женой.

## Дискография
- Peter Andre (1993)
- Natural (1996)
- Time (1997)
- The Long Road Back (2004)
- A Whole New World (2006)
- Revelation (2009)